# غجر (مسلسل)
غجر مسلسل دراما تلفزيوني أمريكي، إعداد ليزا روبن، وبطولة نايومي واتس بدور شخصية جين هولواي طبيبة نفسانية، وبيلي كروداب بدور زوجها. توفرت حلقات الموسم الأول من المسلسل للعرض حسب الطلب على نتفليكس في 30 يونيو، 2017.

## الممثلين والشخصيات

### شخصيات رئيسية
- نايومي واتس بدور جين هولواي
- بيلي كروداب بدور مايكل هولواي
- صوفي كووكسون بدور سدني بيرس
- كارل غلوسمان بدور سام دافي

## وصلات خارجية
- الموقع الرسمي
- غجر على موقع IMDb (الإنجليزية)
- غجر على موقع ميتاكريتيك (الإنجليزية)
- غجر على موقع روتن توميتوز (الإنجليزية)
- غجر على موقع نتفليكس (الإنجليزية)
- غجر على موقع فيلمافينيتي (الإسبانية)
- غجر على موقع كينوبويسك (الروسية)
- غجر على موقع ألو سيني (الفرنسية)
- غجر على موقع قاعدة بيانات الفيلم (الإنجليزية)